# Piotr Rubik
Piotr Andrzej Rubik, né le 3 septembre 1968  à Varsovie est un compositeur, chef d'orchestre et violoncelliste polonais. Il est également producteur et animateur de télévision.
Il a écrit de la musique symphonique pop pour orchestre, y compris de la musique sacrée, de la musique de film et pour la scène.

## Biographie
Piotr Andrzej Rubik prend des cours de violoncelle dès l'âge de 7 ans avant de poursuivre des études au Conservatoire supérieur de musique de Varsovie, l'Académie de musique Frédéric-Chopin. Il participe ensuite aux Jeunesses musicales internationales comme premier violon et suit les cours de composition de musique de film d'Ennio Morricone à Sienne, muzyka filmowa.
Il est producteur des disques notamment de Tytus Wojnowicz (pl), Małgorzata Walewska (pl), Katarzyna Skrzynecka (pl), Michał Bajor, Georgina Tarasiuk (pl). Il a produit le single d'Edyta Górniak « Dotyk ».
Il compose la musique de la chanson « Dove Vai » du film Quo Vadis de Jerzy Kawalerowicz.
Il est l'auteur de plusieurs musiques pour des téléfilms ou génériques d'émissions télévisées. Il présente des émissions sur différents thèmes comme les jeux vidéo.

### Vie privée
Il est depuis 2008 l'époux de la modèle Agata Paskudzka, dont il a deux filles Helena et Alicja.

## Œuvre musicale

### Oratorios
Trilogie Triptyque de la Sainte-Croix (Tryptyk Świętokrzyski)
- I Świętokrzyska Golgota
- II Tu Es Petrus
- III Psałterz Wrześniowy

Habitat
Santo SubitoCantobiografia Jana Pawła II

### Rock opera
Opisanie Świata (La Description du monde)

### Cantates
Zakochani w Krakowie (Les Amoureux de Cracovie)

## Discographie

### Albums studio
| Titre                          | Details de l'album                                                                         | Classement | Ventes         | Certifications     |
| Titre                          | Details de l'album                                                                         | POL        | Ventes         | Certifications     |
| ------------------------------ | ------------------------------------------------------------------------------------------ | ---------- | -------------- | ------------------ |
| Świętokrzyska Golgota          | - Parution : 2004 - Label: Jedność - Formats: CD                                           | 8          | - POL: 35000+  | - POL: Platinum    |
| Tu Es Petrus                   | - Parution : November 21, 2005 - Label: Magic Records/Universal Music Poland - Formats: CD | 2          | - POL: 75000+  | - POL: Diamond     |
| Rubikon                        | - Parution : March 13, 2006 - Label: Sony BMG Music Entertainment Poland - Formats: CD     | 1          | - POL: 90000+  | - POL: 3x Platinum |
| Psałterz Wrześniowy            | - Parution: October 23, 2006 - Label: Universal Music Poland - Formats: CD                 | 1          | - POL: 150000+ | - POL: 2x Diamond  |
| Habitat, moje miejsce na ziemi | - Parution : March 10, 2008 - Label: EMI Music Poland - Formats: CD, digital download      | 1          | - POL: 30000+  | - POL: 2x Platinum |
| RubikOne                       | - Parution : May 25, 2009 - Label: EMI Music Poland - Formats: CD, digital download        | 6          | - POL: 15000+  | - POL: Gold        |
| Santo Subito                   | - Parution: October 5, 2009 - Label: EMI Music Poland - Formats: CD, digital download      | 8          | - POL: 15000+  | - POL: Platinum    |
| Opisanie świata                | - Parution : November 7, 2011 - Label: EMI Music Poland - Formats: CD, digital download    | 8          | - POL: 7,500+  | - POL: Gold        |

### Compilations
| Titre                 | Détails                                                                                | Classement | Ventes        | Certification      |
| Titre                 | Détails                                                                                | POL        | Ventes        | Certification      |
| --------------------- | -------------------------------------------------------------------------------------- | ---------- | ------------- | ------------------ |
| Tryptyk Świętokrzyski | - Parution : November 23, 2006 - Label: Universal Music Poland - Formats: CD (Box set) | 17         | - POL: 20000+ | - POL: 2x Platinum |

### Album video
| Titre                | Détails                                                                            |
| -------------------- | ---------------------------------------------------------------------------------- |
| Zakochani w Krakowie | - Parution: December 17, 2007 - Label: Krakowskie Biuro Festiwalowe - Formats: DVD |

## Réception critique
Contrairement au grand public, la critique musicale polonaise est souvent très sévère à l'égard de Piotr Rubik, accusé par certains de faire de la musique en amateur et de la pseudo musique religieuse qui serait plutôt kitsch.

## Sources
- (pl)/(de) Cet article est partiellement ou en totalité issu des articles intitulés en polonais « Piotr Rubik » (voir la liste des auteurs) et en allemand « Piotr Rubik » (voir la liste des auteurs).

- (en) Cet article est partiellement ou en totalité issu de l’article de Wikipédia en anglais intitulé « Piotr Rubik » (voir la liste des auteurs).